# Бахрейн
Бахре́йн (араб. البحرين‎ [æl baħˈreːn], прослушатьо файле), официальное название — Короле́вство Бахре́йн (араб. مَملَكة البَحرَين‎ [ˈmam.la.kat æl baħˈreːn] Мамля́кат аль-Бахре́йн) — суверенное островное государство в Персидском заливе. Бахрейн расположен на небольшом архипелаге, который состоит из 51 естественного и 33 искусственных островов, сосредоточенных вокруг острова Бахрейн, который составляет около 83 % территории страны. Страна расположена между полуостровом Катар и северо-восточным побережьем Саудовской Аравии, с которым она связана 25-километровым мостом Короля Фахда. Согласно переписи 2010 года население Бахрейна составляет более 1,2 миллиона человек, из которых около половины не являются гражданами страны. Занимая 780 квадратных километров, это третья самая маленькая по площади страна в Азии после Мальдивских островов и Сингапура. Столица и крупнейший город — Манама.
Бахрейн — место древней страны Дильмун. Он был известен с давних времён ловлей жемчуга, который до XIX века считался лучшим в мире. Бахрейн был одним из первых регионов, принявших ислам, ещё при жизни Пророка Мухаммеда в 628 году нашей эры. После периода арабского правления Бахрейн находился под властью Португальской империи с 1521 по 1602 год, а после завоевания Шахом Аббасом I из династии Сефевидов остров оказался под властью Персидской империи. В 1783 году клан Утуб отнял Бахрейн у Наср аль-Мадхкура, захватившего власть на острове в 1748 году, после смерти Надир-шаха, и с тех пор им правила королевская семья Аль Халифа, а первым хакимом Бахрейна был Ахмед аль Фатех.
В конце 1800-х годов, после заключения договоров с Британией, Бахрейн стал протекторатом Соединённого Королевства. В 1971 году он провозгласил независимость. Бывший эмират Бахрейн был объявлен исламской конституционной монархией в 2002 году.
В 2011 году в стране произошли протесты, вдохновлённые региональной Арабской весной. Правящая королевская семья Бахрейна аль-Халифа подверглась критике за нарушение прав человека в отношении различных групп, включая диссидентов, деятелей политической оппозиции и большинства населения мусульман-шиитов.
Бахрейн развил первую пост-нефтяную экономику в Персидском заливе, как результат десятилетий инвестирования в банковский и туристический секторы; многие из крупнейших финансовых институтов мира расположены в столице страны. Бахрейн имеет очень высокий индекс человеческого развития и признан Всемирным банком страной с высоким уровнем дохода. Является членом Организации Объединённых Наций, Движения неприсоединения, Лиги арабских государств, Организации исламского сотрудничества и Совета сотрудничества стран Персидского залива.
На территории королевства размещена главная оперативная база Пятого флота США в Джуффэйре, около Манамы.

## Этимология
Бахрейн — это двойственная форма араб. اَلْبَحرْ‎ bahr («море»), поэтому al-Bahrain означает «два моря». Однако имя было лексикализовано как существительное женского рода и не следует грамматическим правилам для двойственных; таким образом, его формой всегда является Bahrain и никогда Bahrān, ожидаемая форма именительного падежа. К слову добавляются окончания без изменений, как в названии государственного гимна Bahrainunā («наш Бахрейн») или демониме Bahrainī. Средневековый грамматист аль-Джаухари прокомментировал это высказывание, что формально более правильный термин Bahrī (букв. «принадлежащий морю») был бы неправильно понят и поэтому не использовался.
Остается спорным вопрос, к каким «двум морям» первоначально относится название Bahrain. Этот термин встречается в Коране пять раз, но относится не к современному острову, первоначально известному арабам как Awal, а, скорее, ко всей Восточной Аравии (в первую очередь Эль-Катифу и Эль-Хасе).
Сегодня под «двумя морями» Бахрейна обычно понимаются заливы к востоку и западу от острова, моря к северу и югу от острова или солёная и пресная вода, присутствующая над и под землёй. Помимо колодцев, есть районы моря к северу от Бахрейна, где с древних времён наблюдалось как пресная вода пузырится посреди солёной воды. Альтернативная теория топонимии Бахрейна предложена регионом аль-Ахса, который предполагает, что двумя морями были Большой Зелёный Океан (Персидский залив) и озеро на материковой части Аравии.
До позднего Средневековья название «Бахрейн» относилось к региону Восточной Аравии, который включал в себя Южный Ирак, Кувейт, Аль-Хасу, Катиф и Бахрейн. Этот регион простирался от Басры в Ираке до Ормузского пролива в Омане. Это была «Провинция Bahrain» Iqlīm al-Bahrain-а. Точная дата, когда термин «Бахрейн» стал относиться исключительно к архипелагу Awal, неизвестна. Вся прибрежная полоса Восточной Аравии на протяжении тысячелетий была известна как «Бахрейн».

## История

### Древний период
На территории Бахрейна находился Дильмун, важный торговый центр бронзового века, соединявший Месопотамию и долину Инда. Позже Бахрейном правили ассирийцы и вавилоняне.
С шестого по третий век до нашей эры Бахрейн был частью империи Ахеменидов. Примерно к 250 г. до н. э. Парфия взяла под свой контроль Персидский залив и распространила свое влияние до Омана. Парфяне установили гарнизоны вдоль южного побережья Персидского залива для контроля торговых путей.
В античность Бахрейн назывался древними греками Tylos (Τύλος), центром торговли жемчугом, когда греческий адмирал Неарх, служивший при Александре Великом, высадился в Бахрейне. Считается, что Неарх был первым из военачальников Александра, посетившим остров; обнаружив зелёную землю, которая была частью крупной торговой сети, он записал: «на острове Tylos, расположенном в Персидском заливе, есть большие плантации хлопковых деревьев, из которых производят одежду, называемую sindones, сильно различающуюся по степени ценности, одна из которой является дорогостоящей, другая — менее дорогой. Использование этой одежды не ограничивается Индией, но простирается до Аравии». Греческий историк Теофраст утверждал, что большая часть Бахрейна была покрыта этими хлопковыми деревьями и что Бахрейн был известен экспортом трости с выгравированными эмблемами, которые обычно носили в Вавилоне.
Александр планировал поселить греческих колонистов в Бахрейне, и хотя неясно, произошло ли это в том масштабе, который он предполагал, Бахрейн стал в значительной степени частью эллинизированного мира: языком высших классов был греческий (хотя арамейский был в повседневном употреблении), а Зевсу поклонялись в форме арабского бога солнца Шамса. Бахрейн даже стал местом проведения греческих спортивных соревнований.
Греческий историк Страбон считал, что финикийцы зародились в Бахрейне. Геродот также считал, что родиной финикийцев был Бахрейн. Эта теория была поддержана немецким классиком 19 века Арнольдом Хереном, который сказал, что: «У греческих географов, например, мы читаем о двух островах, названных Tyrus или Tylos, и Арад, которые хвастались, что они были родиной финикийцев и выставляли реликвии финикийских храмов».
В III тысячелетии до н. э. на территории страны была распространена развитая цивилизация, для которой были характерны укреплённые поселения. Древнее государство, носившее название Дильмун, представляло собой крупный центр морской торговли, через который осуществлялись связи шумеров и других народов Двуречья с народами долины Инда.
- IV—VI века — входит в состав государства Сасанидов, затем — Арабского халифата.
- IX—XI века — центр государства карматов.
- Середина XIII века — получает независимость, но вскоре становится частью эмирата Ормуз.
- 1521—1602 год — владение Португалии.
- XVII—XVIII века — входит в состав сефевидского Ирана.
- 1780-е — вновь провозглашена независимость, к власти приходит клан Аль Халифа.

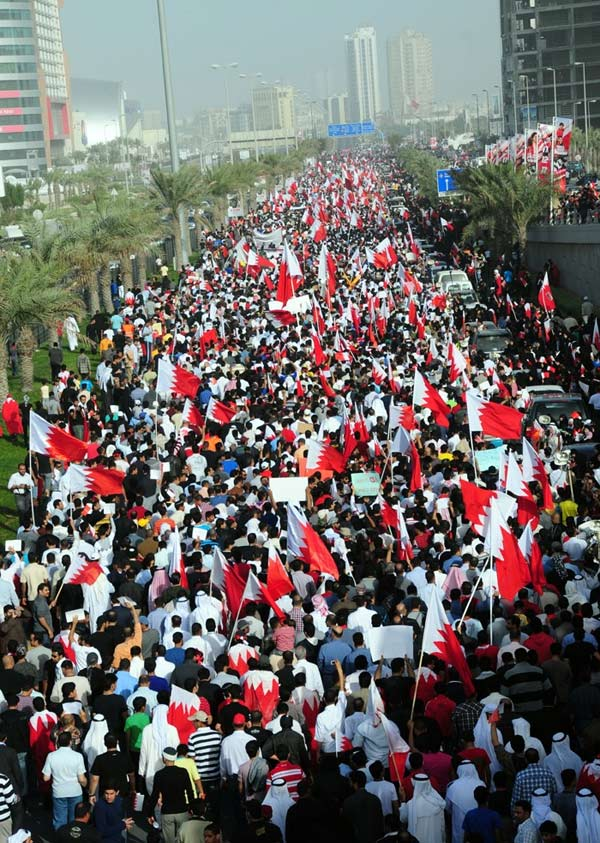
Восстание в Бахрейне

- XIX век — в Бахрейн проникают англичане.
- 1871 — Великобритания устанавливает протекторат над Бахрейном, но фактически он превращён в колонию.
- Первая мировая война — создана крупная британская военная база. Правительство Ирана считает Бахрейн незаконно захваченной территорией Ирана.
- Вторая мировая война — британское правительство перебрасывает на Бахрейн крупные контингенты войск. С 1946 года Манама — резиденция главы британской администрации в районе Персидского залива.
- 1968 — совместно с Катаром и Договорным Оманом объявляет о создании Федерации арабских княжеств Персидского залива.
- 14 августа 1971 — предоставлена независимость.
- 1975 — распущен парламент.
- 1990-е годы — Волнения в Бахрейне, приведшие к демократическим реформам.
- 14 февраля 2011 — в стране начались массовые народные волнения, вызванные революциями в Тунисе и Египте. Новые массовые акции протеста начались в конце 2012 года[33].

Имеет дипломатические отношения с Российской Федерацией (установлены с СССР 29.09.1990).

### Некрополь блаженствующих

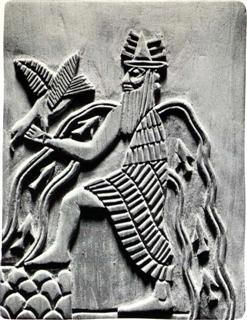
Бог Энки — оттиск с древней печати

С древнейших времен остров славился красотой и качеством местного жемчуга, приписываемым особым свойствам прибрежных вод. Процесс роста бахрейнского жемчуга проходил в уникальных условиях смешения солёных и пресных вод. Открытое ныряльщиками необычное природное явление — выход с морского дна Персидского залива естественных пресных источников — нашло своё отражение в названии острова, как «места слияния двух морей» (маджму ‘у-ль-Бахрейн, бахр — с арабского «море», ейн — в арабском означает удвоение того слова, к которому оно прибавляется), и в мифологии. Местом пребывания угаритского бога Илу было «устье двух рек». Один из главных шумерских богов Энки, бог мудрости и наземных и подземных вод, изображался в виде царственного мужчины, с плеч которого ниспадали два потока воды с плавающими в них рыбами.

Схема размещения захоронений

Найденные археологами и расшифрованные тексты доказывают, что остров Бахрейн почитался древними жителями Шумера как священное место, «где души умерших вкушают загробное блаженство», а право на погребение там «могло считаться одной из величайших наград за преданность богам в течение всей жизни».
М. Б. Пиотровский писал: «Мистическое значение Бахрейна как места, имеющего особые связи с вечностью, выразилось, в частности, в особой привлекательности его как места захоронения».
Памятником религиозно-исторического наследия Бахрейна являются сохранившиеся древние некрополи, занимающие обширные пространства в северной части острова. Возникновение их исследователи относят к рубежу четвёртого и третьего тысячелетий до н. э. Число захоронений, в том числе знати и воинов со всего Шумера, исчислялось сотнями тысяч. По мнению исследователей, иногда усыпальницы заказывались заранее и некоторые из них так и остались пустыми. Курганы варьируются по размерам. Самые ранние из них были овальной формы, высотой около 1,5 м. В каменной камере обустраивались ниши для погребальных предметов. В «элитных» усыпальницах устраивали две, расположенные одна над другой, погребальные камеры, облицованные камнем. Всё сооружение окружалось каменной стеной. Пространство между стеной и камерами и поверх них заполнялось щебнем. Высота таких курганов достигала 15 метров.
Традиция захоронений на Бахрейне сохранилась до эпохи эллинизма. Последние из них датируются первыми веками н. э.
Часть захоронений была утрачена не только из-за естественной эрозии, но и в связи с началом в 1950-х годах освоения свободных территорий для развития городских поселений.

## Население

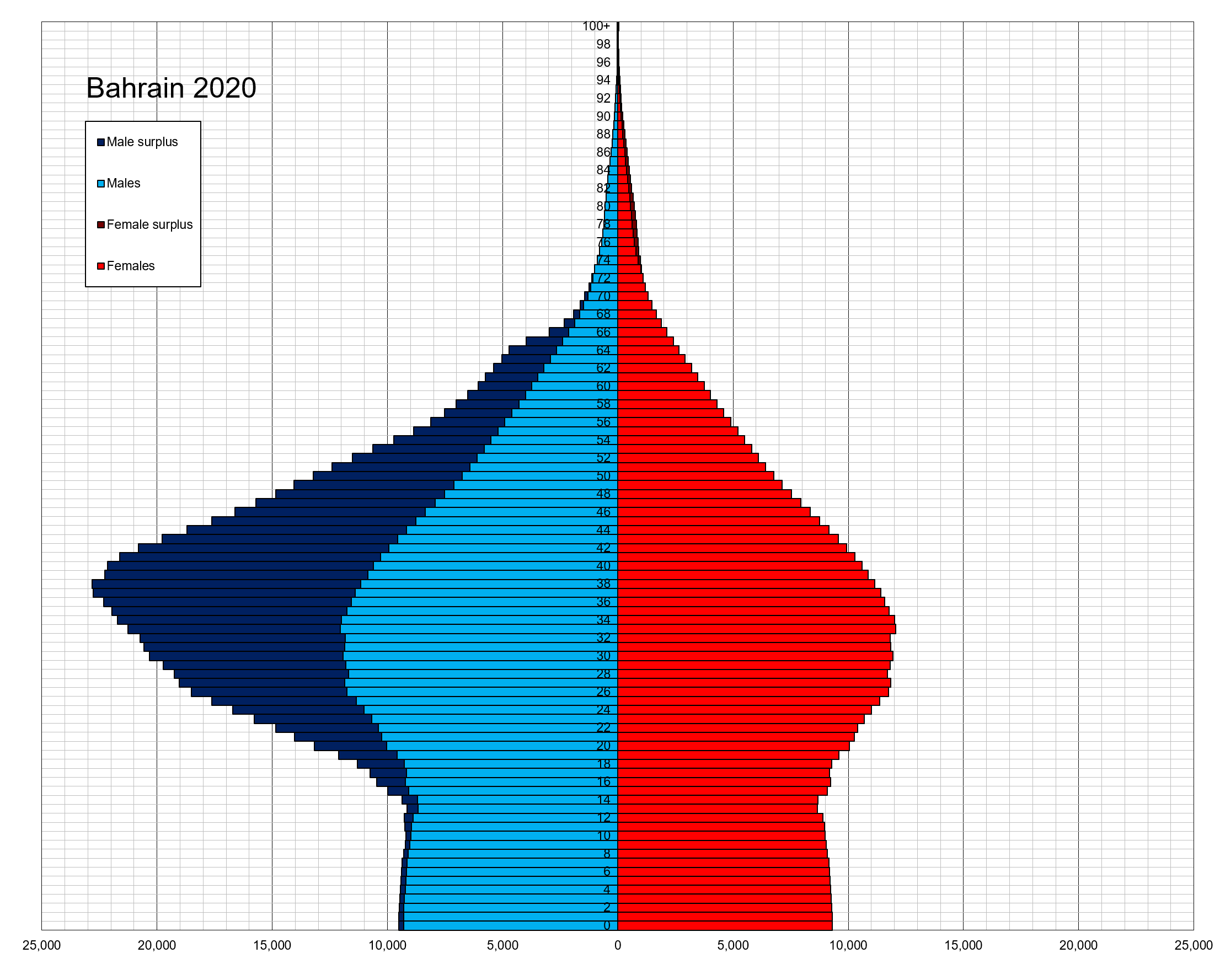
Возрастно-половая пирамида населения Бахрейна на 2020 год

В 2021 году численность населения страны составляла 1 526 929 чел., из них примерно 45 % составляли рабочие-иммигранты и члены их семей, прибывшие главным образом из Ирана; в стране много уроженцев стран Европы и Южной Азии. Официальный язык — арабский, используются также английский, фарси и урду.
Городское население — 89,6 % (2021 год). Суммарный коэффициент рождаемости на 2021 год — 1,68 рождений на женщину. Грамотность — 97,5 %; мужчин — 99,9 %, женщин — 94,9 % (2018 год). Около 18,45 % населения составляет возрастная группа до 15 лет, 78,19 % — от 15 до 65 лет (из них 44 % — нерезиденты), 3,36 % — старше 65 лет. В 2021 году рождаемость оценивалась в 12,5 на 1000 населения, смертность — 2,81 на 1000, иммиграция — −0,67 на 1000, прирост населения составил 0,9 %. Младенческая смертность — 10,54 на 1000 новорождённых. Ожидаемая продолжительность жизни населения по состоянию на 2021 год — 79,67 лет, у мужчин — 77,39 лет, а у женщин — 82,02 лет. Средний возраст населения по состоянию на 2020 год — 32,9 лет (мужчины — 34,4 лет, женщины — 30,3 лет).
Плотность населения страны составляет 1912,7 чел./км². Столица, портовый город Манама (200 тыс. жителей), расположенный на северо-востоке о. Бахрейн, — крупный торговый центр (одна из трёх зон свободной торговли в районе Персидского залива).

### Религия
По состоянию на 2017 год основная часть жителей Бахрейна — мусульмане (73,7 %). Большинство из них — шииты. Есть также христиане (9,3 %), остальные 16,9 %.

## Государственное устройство

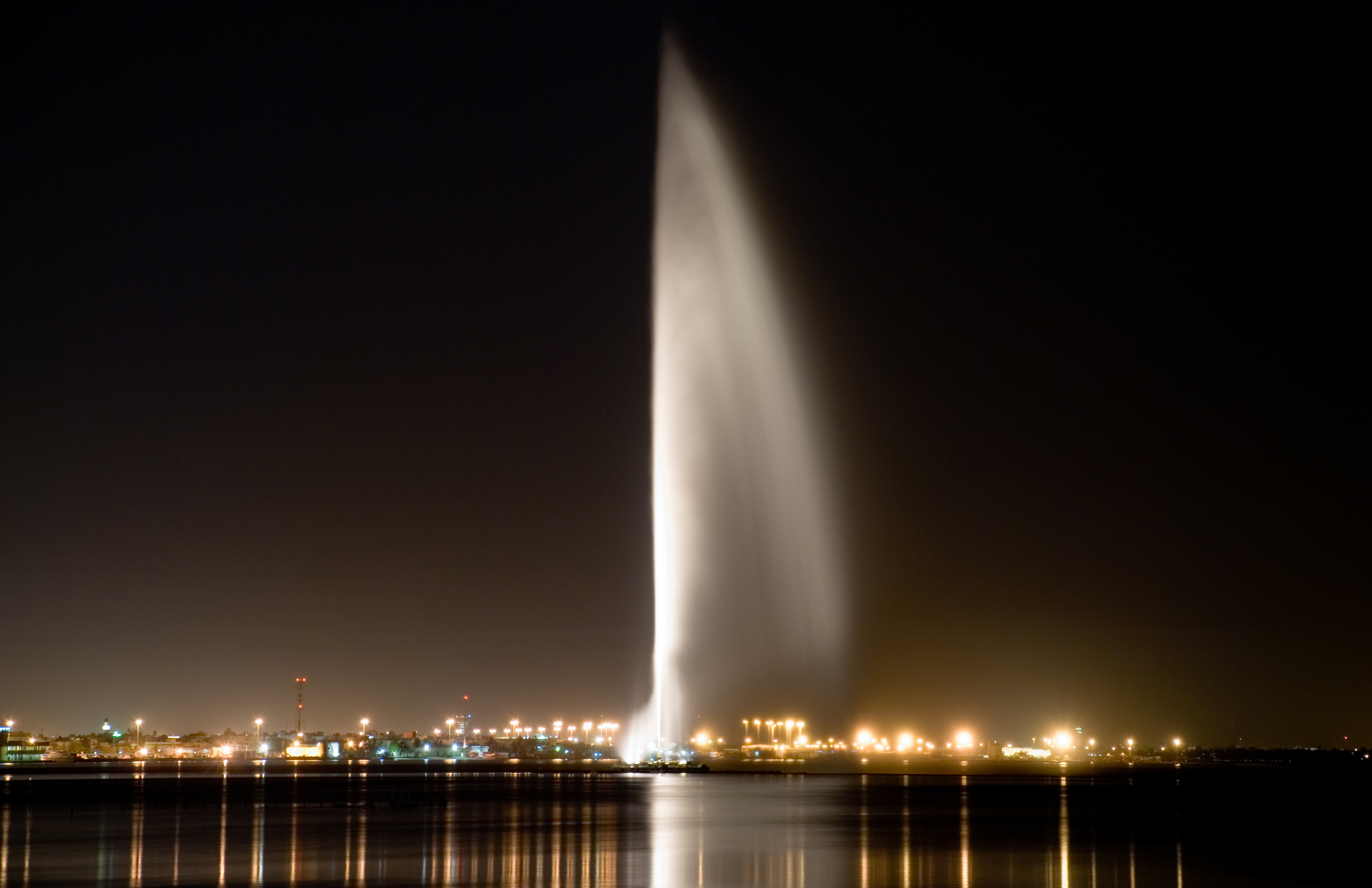
Фонтан в Бахрейне

Бахрейн — дуалистическая монархия. Во главе государства стоит король (до 2002 — эмир). Правительство возглавляет премьер-министр. Кабинет состоит из 23 министров.
Король и практически все чиновники являются членами династии Аль Халифа.
Парламент двухпалатный. Нижняя палата — Палата депутатов избирается на всенародном голосовании, верхняя — Консультативный совет (Меджлис аш-Шура) назначается королём. В обеих палатах заседает по 40 человек. Политические партии запрещены.

## Экономика

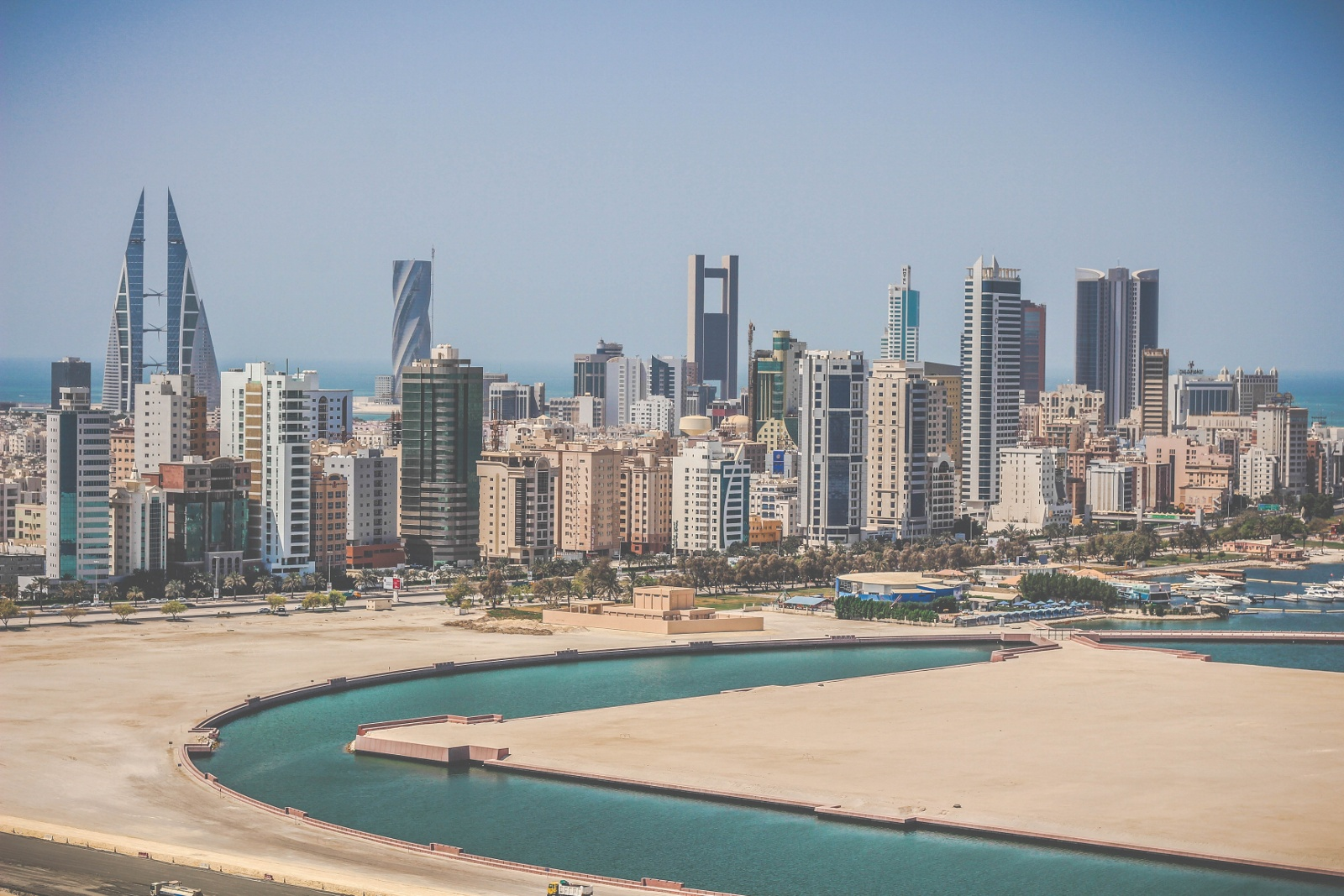
Манама

Бахрейн — развивающееся государство, экспортёр нефти. До открытия в 1932 г. месторождений нефти главной отраслью экономики Бахрейна была ловля жемчуга (которая и сейчас остаётся одной из основных). Добыча и переработка нефти некоторое время составляли 60 % ВВП, сейчас — 30 %. Месторождения бахрейнского «чёрного золота» истощаются. Несмотря на это, в 2015 году в стране было добыто 18,462 млн баррелей нефти, что выше уровня 2014 года на 3,7 %. Однако, в начале апреля 2018 года власти Бахрейна объявили об открытии в бассейне Халидж-аль-Бахрейн крупнейшего в мире месторождения сланцевой нефти общим объёмом 80 млрд баррелей.
Также в стране добывается и перерабатывается природный газ, запасы которого значительны.
Развит офшорный банковский бизнес.
В Манаме разместились штаб-квартиры многих арабских транснациональных корпораций. В Бахрейне осуществляется судоремонт супертанкеров, есть также алюминиевый завод (руда доставляется из Австралии).
В оазисах население выращивает финиковые пальмы (занимают 2/3 обрабатываемой земли), цитрусовые, фрукты, помидоры, кормовые культуры, овощи, орехи. Жители также занимаются ловлей рыбы и креветок. В стране развит международный туризм. Кустарные промыслы: изготовление золотых и гончарных изделий, украшений из жемчуга, вышивка, плетение корзин, постройка судов «дхоу».
Основные статьи экспорта: нефтепродукты и нефть, алюминий и жемчуг.
Преимущества: месторождения нефти и газа. Развитый офшорный банковский сектор. Внутренние инвестиции. Туризм. Производство алюминия. Почти полное самообеспечение продовольствием.
Слабые стороны: исчерпанные нефтяные резервы, недостаточная переориентация на другие отрасли. Высокий уровень безработицы (15 %) и государственных займов.
Денежная единица — бахрейнский динар, равный 1000 филсам. Курс динара привязан к доллару США в соотношении 1 динар = 2,6596 доллара США или 0,376 динара за 1 доллар. Бахрейнский динар — вторая после кувейтского динара валюта с самой дорогой основной единицей в мире.

## География
Бахрейн расположен на 33 островах.

Спутниковый снимок Бахрейна и восточной части Саудовской Аравии

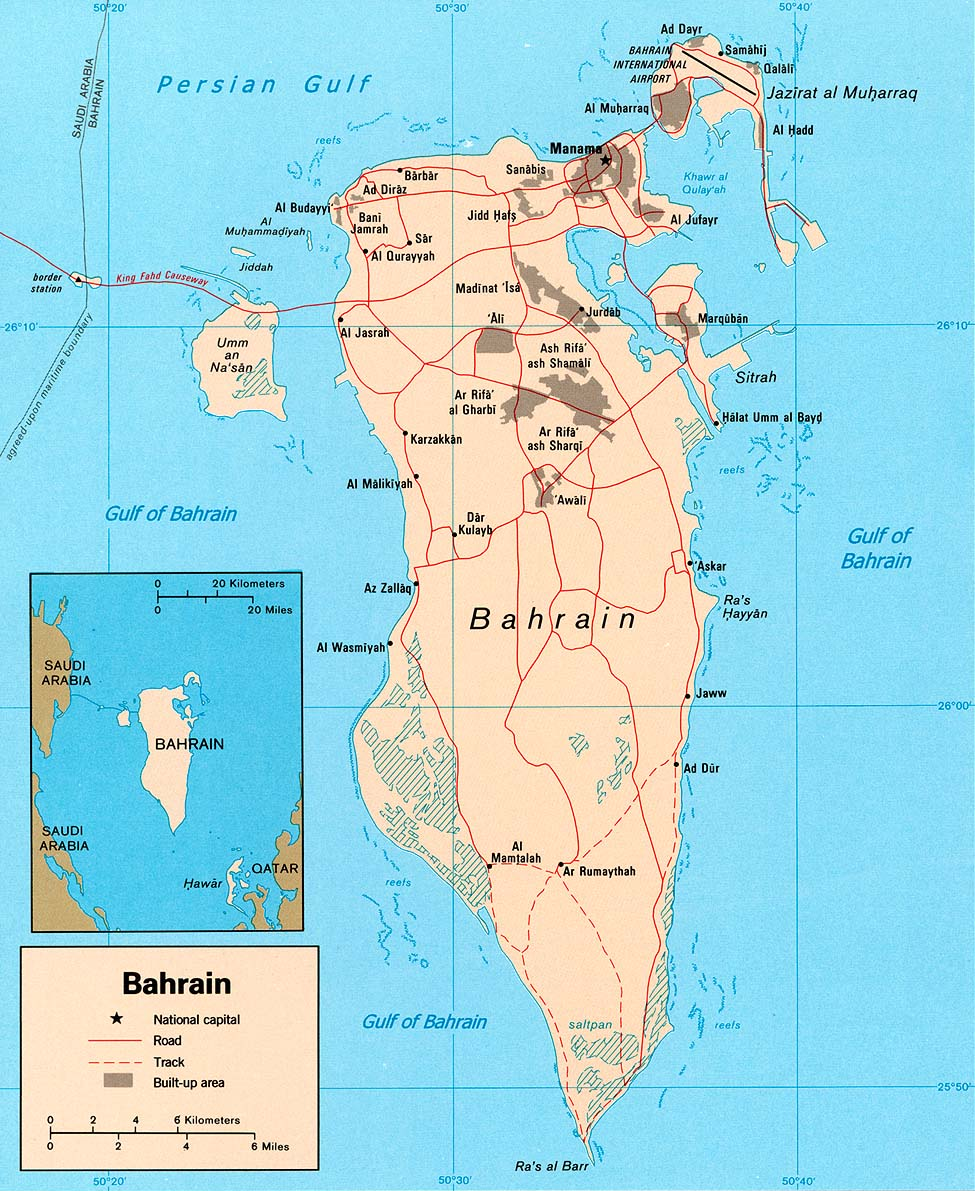
Карта Бахрейна

Страна занимает архипелаг Бахрейн, состоящий из 33 плоских островов. Самый крупный остров — Бахрейн, протягивается с севера на юг на 50 км, с запада на восток на 15 км. Этот остров сложен известняками, а остальные — кораллового происхождения. В центре острова находится плато высотой 30—35 м, самой высокой точкой является гора Эд-Духан (134 м).

### Климат
Климат в стране сухой, тропический. На больших островах и прибрежной зоне со дна моря бьют подземные ключи пресной воды. На территории Бахрейна преобладают пустыни. В морской воде много кораллов. Бахрейн расположен в зоне тропического аридного климата. Зима теплая (средняя температура января — +17° С), лето очень жаркое (средняя температура июля — +40°С). Выпадает в среднем 90 мм осадков в год.

### Флора и фауна
Флора Бахрейнского архипелага сравнительно разнообразна. В пустынях растут такие засухоустойчивые растения, как саксаул, верблюжья колючка, тамариск, астрагал и др. У выходов на поверхность грунтовых вод распространены оазисы с финиковой пальмой и другими культурами. Среди довольно бедной фауны преобладают птицы, грызуны и пресмыкающиеся. В прибрежных водах водится около 400 видов рыб, в том числе промысловых. Распространены морские черепахи. Коралловые рифы изобилуют крабами, омарами, креветками, моллюсками, в том числе жемчужницами. Большое видовое разнообразие кораллов (более 2000 видов).

## Административное деление
С 2010 года Бахрейн подразделяется на 4 мухафазы.
| Карта | Мухафазы  | Мухафазы | Административный центр | Площадь, км² (2014) | Численность населения, чел. (2014, оценка) | Плотность, чел./км² |
| ----- | --------- | -------- | ---------------------- | ------------------- | ------------------------------------------ | ------------------- |
|       |           | Мухаррак | Мухаррак               | 64,8                | 221 009                                    | 3411                |
|       | Северная  | Саар     | 145,5                  | 316 280             | 2174                                       |                     |
|       | Столичная | Манама   | 75,4                   | 516 717             | 6853                                       |                     |
|       | Южная     | Эр-Рифа  | 485,0                  | 260 556             | 537                                        |                     |
| Всего | Всего     | Всего    | 770,9                  | 1 314 562           | 1705                                       |                     |

## Культура

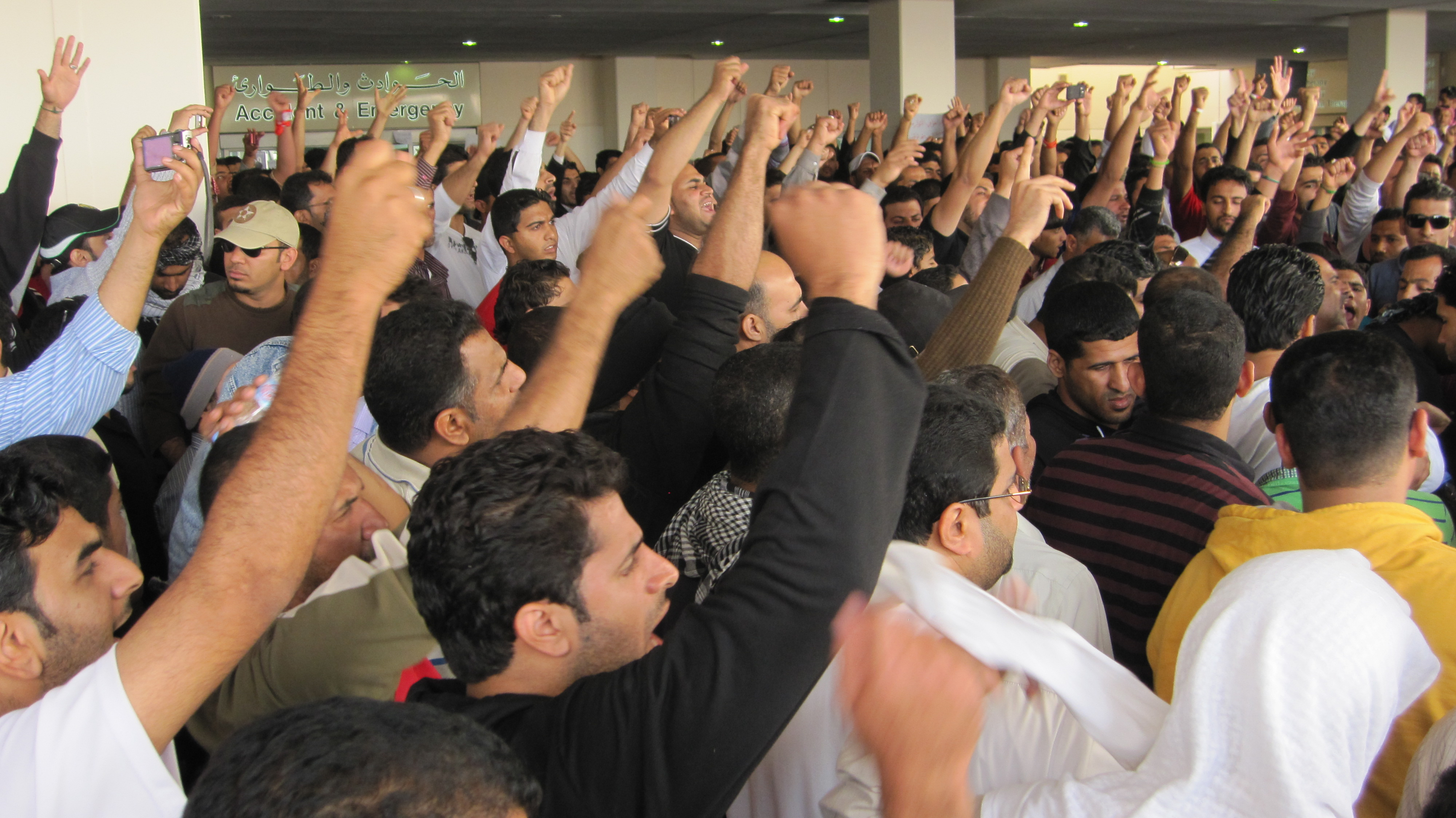
Шииты Бахрейна

Культурное наследие Бахрейна тесно связано с исламскими традициями. Современная литература отражает социальную и политическую действительность бахрейнского общества. Изобразительное искусство Бахрейна отличается наличием собственного «независимого бахрейнского стиля» в живописи и ваянии. Основные достопримечательности Бахрейна включают шедевр исламской архитектуры — Большую Соборную мечеть в Манаме, Дом Корана, Национальный музей.

### Праздники
С 1 сентября 2006 года Бахрейн изменил официальные выходные дни с четверга и пятницы на пятницу и субботу с целью сближения недельного цикла с остальным миром. Нерелигиозные праздники:
- 1 января — Новый год
- 1 мая — День труда
- 16 декабря — Национальный день
- 17 декабря — День восшествия на престол короля

## Спорт
С 2004 года на острове проводится Гран-при Бахрейна Формулы-1 на построенном в центральной части государства автодроме «Сахир», посреди одноимённой пустыни.
В ноябре 2008 года в Бахрейне прошёл снукерный турнир, включённый в число рейтинговых турниров сезона.

### Бахрейн на Олимпийских играх
Бахрейн участвовал во всех 10 летних Олимпийских играх, начиная с 1984 года, но ни разу не принимал участия в зимних Олимпийских играх. Первым призёром Олимпийских игр от Бахрейна стала бегунья эфиопского происхождения Мариам Юсуф Джамал — в 2012 году в Лондоне она выиграла бронзовую медаль в забеге на 1500 метров. Позднее из-за дисквалификации двух турецких бегуний к Джамал перешло золото. На Играх 2016 и 2020 годов бахрейнские бегуньи кенийского и эфиопского происхождения завоевали ещё три медали.

## Вооружённые силы

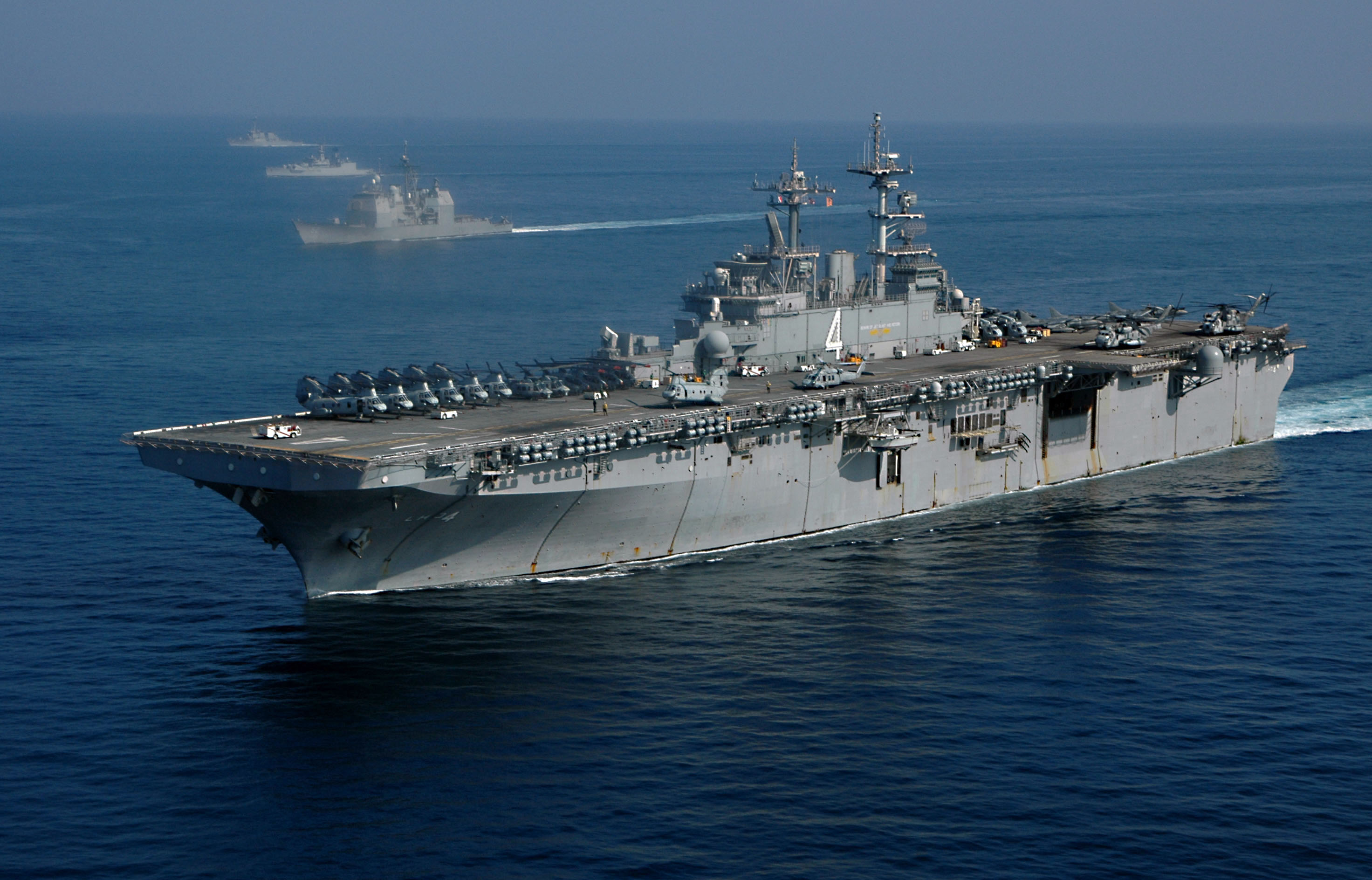
Пятый флот ВМС США

Бахрейн имеет небольшие, но хорошо оснащённые силы обороны Бахрейна. В основном оснащены вооружением производства США (самолёты F-16, F-5, вертолёты UH-60, танки M60, и фрегат класса Оливер Хазард Перри RBNS Sabha). Правительство Бахрейна заключило соглашение о сотрудничестве с вооружёнными силами США и предоставляет Соединённым Штатам военно-морскую базу Джуффэйр с начала 1990-х годов. На этой базе размещается Центральное командование военно-морских сил США (командование Пятого флота), а также главный штаб Международной коалиции по безопасности мореплавания (англ. International Maritime Security Construct). Общая численность военного персонала базы — около 1500 человек военнослужащих из Соединённых Штатов и их союзников.

## Образование
В начале XX века исламские школы (куттабы) были единственной формой образования в Бахрейне. Это были традиционные школы, обучавшие детей и молодёжь чтению Корана. После Первой мировой войны Бахрейн стал открыт западному влиянию, что породило спрос на современные образовательные учреждения. 1919 год стал началом формирования современной системы государственных школ в Бахрейне, когда школа для мальчиков Аль-Хидайя Аль-Халифа была открыта в городе Мухаррак. В 1926 году Комитет образования открыл в городе Манама вторую государственную школу для мальчиков. В 1928 году в городе Мухаррак была открыта первая государственная школа для девочек.
В 2004 году король Хамад ибн Иса Аль Халифа открыл проект по использованию информационных технологий для поддержки 12-летнего образования в Бахрейне. Этот проект получил название Школы будущего короля Хамада. Цель проекта — подключить все школы королевства к Интернету. Помимо британских средних школ на острове также функционирует американская Бахрейнская школа (школа Министерства обороны США, осуществляющее 12-летнее обучение по программе Международного Бакалавриата). По этой же программе, а также по британской программе продвинутого уровня (A-Level) осуществляют обучение ряд частных школ.
Школьное обучение финансируется государством. Уровень посещаемости в начальных и средних школах достаточно высокий, хотя среднее образование и не является обязательным.
Бахрейн поощряет развитие учреждений высшего образования, привлекая в качестве преподавателей как экспатриантов, так и граждан Бахрейна, возвращающихся после обучения за границей. Университет Бахрейна предоставляет стандартное высшее и последипломное образование. Колледж медицинских наук имени короля Абдулазиза, функционирующий под управлением Министерства здравоохранения, готовит докторов, фельдшеров, медицинских сестёр, фармацевтов. Частные университеты начали появляться с 2001 года после принятия соответствующего закона. Первыми частными университетами стали Университет Ахлиа в Манаме и Университетский колледж Бахрейна в городе Саар. В 2005 году был основан Королевский женский университет. Он стал первым частным международным университетом в Бахрейне, сконцентрированным исключительно на обучении женщин.

## Средства массовой информации
Пресса
В стране массовыми тиражами на арабском и английском языках выходят более десятка периодических изданий. Почти все полиграфические мощности сосредоточены в Манаме. Наиболее крупные ежедневные газеты: «Аль-Айям» («Дни», 37 тыс. экз.), «Ахбар аль-Халидж» («Новости Залива», 25 тыс.), «Галф дейли ньюс» (20 тыс.). Еженедельный журнал на арабском «Сада аль-Усбуа» («Эхо недели», 35 тыс.) издаётся в Манаме и имеет читателей во всех странах Персидского залива. Кроме того, в Бахрейне распространяются выходящие ежемесячно газеты нелегальных партийных организаций — «Аль-Джамахир» («Массы», орган Фронта национального освобождения Бахрейна) и «Хамса марис» («Пятое марта», орган Народного фронта Бахрейна).
Информационные агентства
В Манаме находится штаб-квартира Информационного агентства стран (Персидского) Залива (Бахрейна, Ирака, Катара, Кувейта, Объединённых Арабских Эмиратов, Саудовской Аравии), деятельность которого началась в 1978 году.
Телерадиовещание
Государственная телерадиокомпания BRTC (Bahrain Radio and Television Corporation, تلفزيون البحرين), создана в 1971 году, включает в себя телеканалы Bahrain TV и Sport TV, радиоканалы Radio Bahrain, Radio Bahrain 96.5, Коран 106,1, Молодёжное радио 98,4, Лирическое радио 93,9
В стране вещает радио Монте-Карло Дуалия (арабская служба France Medias Monde).

## Туризм

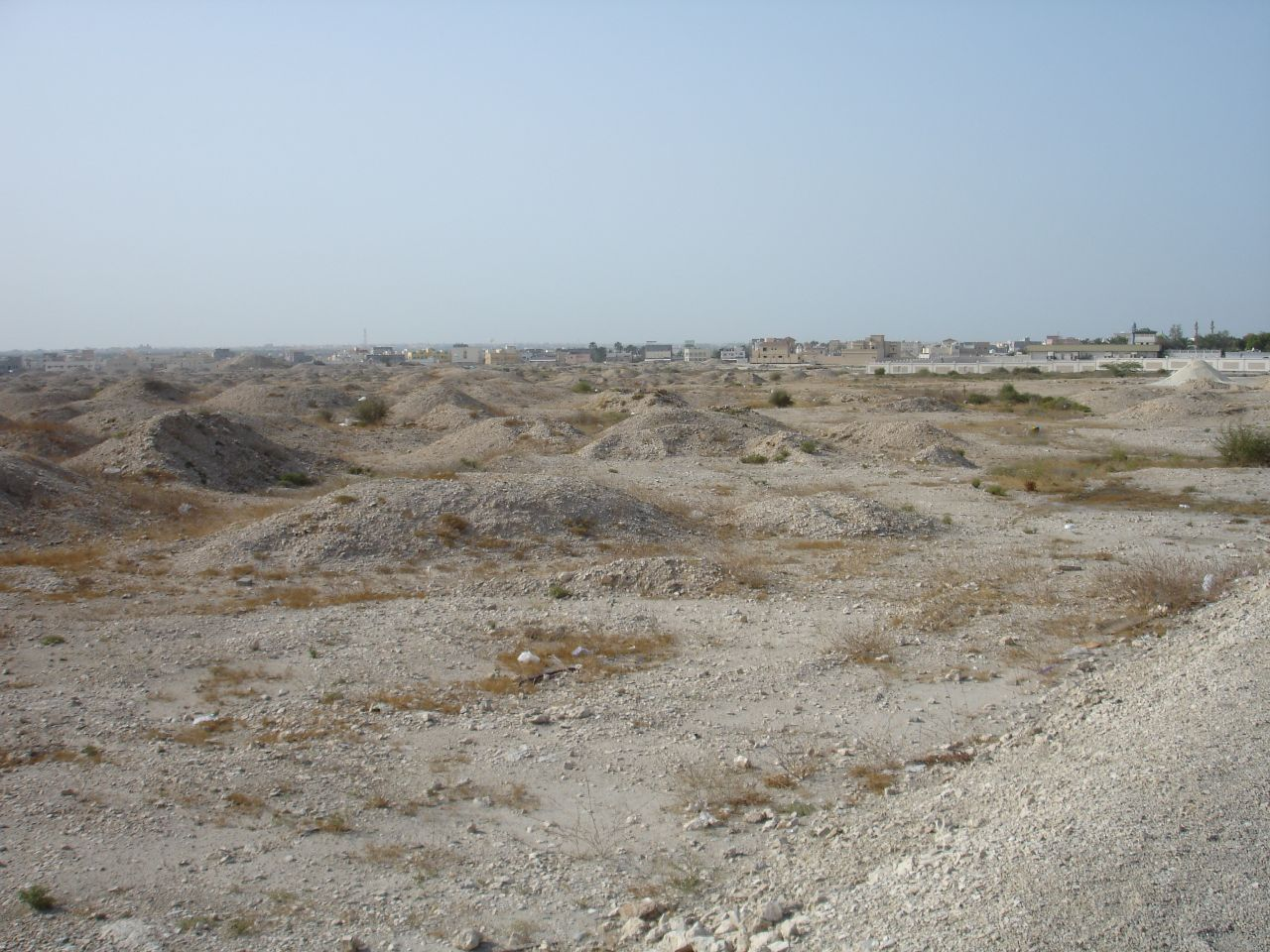
Курганы у деревни A’ali

Бахрейн посещают более 8 миллионов туристов в год. Большинство из них — жители соседних арабских стран. Однако растёт и число туристов из-за пределов региона. Их привлекает историческое наследие страны, а также репутация современного и либерального государства. Большую роль в привлечении туристов играет проводящийся в стране Гран-при Бахрейна — этап чемпионата мира по автогонкам в классе Формула-1.
Королевство объединяет арабскую культуру, блеск залива и археологическое наследие пяти тысяч лет цивилизации. На острове расположен ряд крепостей, в частности, Калат-аль-Бахрейн, включённая в список Всемирного наследия ЮНЕСКО. Национальный музей Бахрейна хранит предметы материальной культуры со времён первого появления человека на острове 9 тысяч лет назад.
Интерес туристов вызывают также крепость Арад и крепость Рифа.